# Libel
Libel är en ort i Tjeckien. Den ligger i den nordöstra delen av landet, 130 km öster om huvudstaden Prag. Libel ligger 328 meter över havet och antalet invånare är 114.
Terrängen runt Libel är huvudsakligen platt, men åt sydost är den kuperad.Runt Libel är det ganska tätbefolkat, med 166 invånare per kvadratkilometer. Närmaste större samhälle är Rychnov nad Kněžnou, 5,2 km öster om Libel. Trakten runt Libel består till största delen av jordbruksmark.